# What Josiah Saw
What Josiah Saw ist ein Thriller von Vincent Grashaw, der im August 2021 beim Fantasia International Film Festival seine Premiere feierte.

## Handlung
Josiah Graham trinkt gerne und lebt mit seinem erwachsenen Sohn Thomas zusammen, doch ihm fehlt jegliche väterliche Herzenswärme. Stattdessen erfindet er Geschichten, einige davon albern, andere grausam und verletzend, mit der Absicht, seinen Sohn von der Außenwelt zu isolieren.

## Produktion
Regie führte Vincent Grashaw. Es handelt sich nach Coldwater und And Then I Go um seinen dritten Spielfilm als Regisseur. Das Drehbuch schrieb Robert Alan Dilts, der hiermit sein Debüt als Autor gibt.

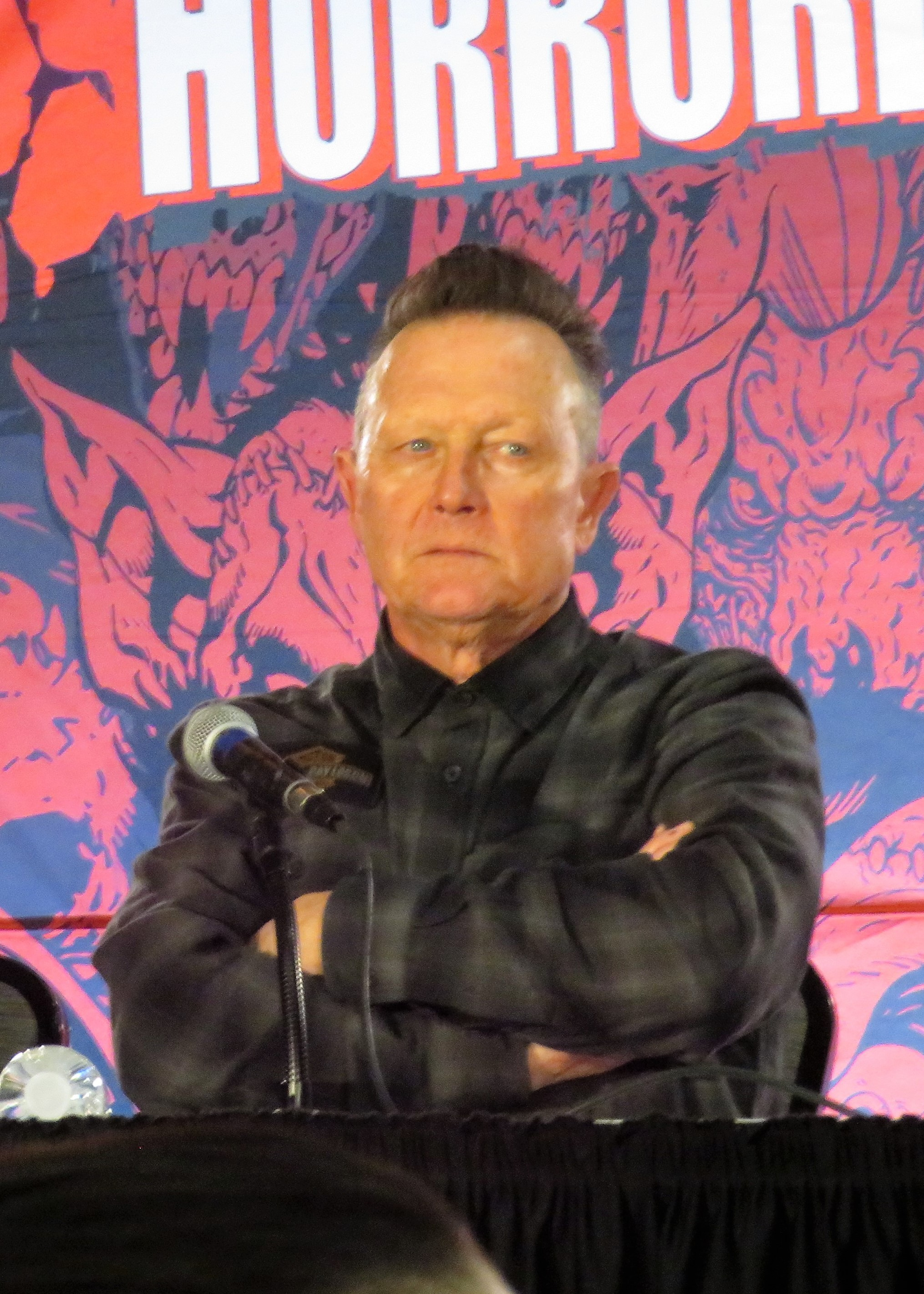
Robert Patrick spielt in der Titelrolle Josiah Graham

Robert Patrick übernahm die Titelrolle von Josiah Graham, Scott Haze die Rolle seines Sohnes Thomas. Nick Stahl spielt Eli Graham, Kelli Garner dessen Zwillingsschwester Mary, die nun mit Ross Milner verheiratet ist, gespielt von Tony Hale. Jake Weber spielt Boone, der gerade aus dem Gefängnis entlassen wurde.
Gedreht wurde ab Mitte November 2019 vier Wochen lang in Oklahoma. Als Kameramann fungierte Carlos Ritter.
Eine erste Vorstellung erfolgte am 13. August 2021 beim Fantasia International Film Festival. Kurz zuvor wurde ein erster Clip vorgestellt.

## Rezeption

### Kritiken
Von den bei Rotten Tomatoes aufgeführten Kritiken sind 90 Prozent positiv bei einer durchschnittlichen Bewertung mit 7,3 von 10 möglichen Punkten.

### Auszeichnungen
Heartland International Film Festival 2021
- Auszeichnung mit dem Heartland Horror Award (Vincent Grashaw)[7]